# Hêtraie à Luzule
Une hêtraie à Luzule est un type de hêtraie (forêt où prédomine le hêtre). On les rencontre en Europe, principalement dans les régions continentales, sur des sols acides et pauvres.

## Distribution
Les hêtraies à Luzule sont présentes depuis les Pyrénées jusqu´au sud de la Suède et jusque dans les Pays baltes. On les trouve dans de nombreux massifs forestiers ou chaines de montagnes, par exemple dans les Alpes, dans les Carpates ou dans les Vosges. Il s'agit d'un des habitats forestiers les plus répandus en Europe centrale et en Europe du Nord. 
Elles sont présentes dans 6 des 9 régions biogéographiques d´Europe : Les régions atlantiques, boréales, pannoniques, méditerranéenne, alpines et surtout continentales.

## Contraintes écologiques
Ce type de hêtraie se trouve la plupart du temps sur des sols acides, voire très acides. Il peut se développer à partir de sols provenant de substrats siliceux variés : grès, granite, silex ou gneiss, mais on le trouve rarement sur calcaire.
Elles peuvent se développer à différentes altitudes, allant du niveau de la mer à 1300 m, et pour différentes configurations du relief.
Plusieurs facteurs réduisent son extension : une pluviosité trop faible pendant la période de croissance, un sol appauvri en oxygène car engorgé d'eau ou instable, et peut-être également une carence en certains nutriments, quoique qu´on puisse trouver des hêtraies à Luzule sur des sols très pauvres.
L´humus est le plus souvent épais (de type moder ou mullmoder), sauf si la station est particulièrement venteuse ou bien escarpée.  
Dans leur aire de distribution, les hêtraies à Luzule sont théoriquement, pour les forêts primaires, l'étape finale de la succession écologique. Cependant, sauf dans de rares cas, ce sont des forêts gérées par l´homme.

## Biodiversité

### Essences forestières
Le Hêtre commun (Fagus sylvatica) domine la canopée et peut s'y trouver associer avec le Chêne sessile (Quercus petraea) à basse altitude, ou le Sapin blanc (Abies alba) et l'Épicéa commun (Picea abies) dans les régions montagneuses.
On peut y trouver d'autres essences, selon les conditions locales; Par exemple le Chêne pédonculé.
La canopée dense des hêtres laisse passer peu de lumière, par conséquent le sous-étage est clairsemé et peu diversifié. On peut trouver du Houx (Ilex aquifolium) ou de l´If commun (Taxus baccata). 
On peut également trouver de la Bourdaine (Frangula alnus), du Noisetier (Coryllus avellana) et du Sorbier des oiseleurs (Sorbus aucuparia); ces essences forestières ne tolèrent pas assez bien l´obscurité pour s´installer dans une hêtraies à Luzule naturelle, mais profitent des éclaircies menées par le forestier. 

### Végétaux et champignons au sol
La flore au sol est principalement acidophile. On y trouve principalement des canches flexueuses (Deschampsia flexuosa), des luzules blanches (Luzula luzuloides) ou printanières (Luzula pilosa).
La lente décomposition au sol permet le développement de champignons et de mousses, dont le Polytric élégant (Polytrichum formosum) et Leucobryum glaucum.

### Faune
Ces hêtraies fournissent un habitat à un certain nombre d'espèces, spécialement dans des arbres mourants ou morts, dans des fissures ou bien des cavités.